# Walnut Tree
『Walnuts Tree』（くるみの木）は、エルラン・ヌルムハンベトフ監督の長編デビュー作となる 2015年のカザフスタン映画。
カザフスタンの小さな村に住む人々の日常生活を描いたウェディングコメディの物語。 2015年の第20回釜山国際映画祭でワールドプレミア上映され、ニューカレンツ賞を受賞。フランスのヴズール国際アジア映画映画祭で批評家審査員賞を受賞、2016年9月30日にはカザフスタン映画芸術科学アカデミーで最優秀作品賞のタルパール賞を受賞。

## あらすじ
カザフスタン南部の村に住む若いカップル、ガビットとアイスルは恋に落ち、結婚を計画している。しかし、地元の伝統では、新郎は将来の花嫁を盗む事ができる。

## キャスト
- ルステム・ジャニャマノフ
- バルナー・アシル
- ヌルジャン・ジュマノフ
- アシルベク・ムサベコフ

## 参加フィルムフェスティバル
- 2015 釜山国際映画祭 — 新しい流れ — グランプリ;[6]
- ワルシャワ国際映画祭 2015; ヴェズール国際映画祭 2016 — 国際審査員特別賞について言及。
- ファジル国際映画祭 2016 — 最優秀アジア映画賞;
- ミネアポリス・セントポール国際映画祭 2016 (MSPIFF — 35回) — アジアのフロンティア。
- インスブルック国際映画祭 2016 — 観客賞;
- 国立民族学博物館（大阪）で上映。
- アジア国際映画祭2016（福岡）に焦点を当てる。
- 外務省主催の東京映画祭。
- カザフスタン国立«TULPAR»賞2016 — 年間最優秀監督賞、年間最優秀映画賞。
- カザフスタン批評家の選択 2016 — 最優秀映画賞 ペタルマ国際映画祭、アメリカ
- ハノイ国際映画祭 2016
- 国際ボスポラス映画祭 2016、トルコ (ノミネート — 最優秀監督、最優秀 DOP、最優秀編集者、最優秀俳優)
- サンパウロ国際映画祭 2016